# سباستيان دياز
سباستيان دياز (بالإسبانية: Sebastián Díaz Aracena)‏ هو لاعب كرة قدم تشيلي في مركز الوسط، ولد في 26 فبراير 1996 في تيموكو في تشيلي. شارك مع منتخب تشيلي تحت 17 سنة لكرة القدم ومنتخب تشيلي تحت 20 سنة لكرة القدم. أما مع النوادي، فقد لعب مع Deportes Temuco ‏.

## وصلات خارجية
- سباستيان دياز على موقع قاعدة بيانات كرة القدم.إي يو (الإنجليزية)
- سباستيان دياز على موقع Soccerway.com (الإنجليزية)
- سباستيان دياز على موقع AS.com (الإسبانية)